# Кид Ори
Кид О́ри (англ. Edward "Kid" Ory; род. 25 декабря 1886 — 23 января 1973) — американский джазовый тромбонист, бэндлидер (в 1942 году собрал свою собственную группу).
Музыкальный сайт AllMusic кратко характеризует Кида Ори как новоорлеанского тромбониста, который был оригинальным участником групп Луи Армстронга Hot Five и Hot Seven, и называет его наиболее авторитетным тромбонистом 1920-х годов, одним из великих пионеров новоорлеанского джаза,  «ранним тромбонистом, который практически определил стиль «тейлгейт» (использование валторны для исполнения ритмических басовых партий на переднем плане позади тромпета и кларнета) и кому повезло продержаться в скудные годы, чтобы совершить триумфальное возвращение в середине 1940-х годов».